# Île Tariec
 (janvier 2022).
La mise en forme du texte ne suit pas les recommandations de Wikipédia : il faut le « wikifier ».
Les points d'amélioration suivants sont les cas les plus fréquents. Le détail des points à revoir est peut-être précisé sur la page de discussion.
- Les titres sont pré-formatés par le logiciel. Ils ne sont ni en capitales, ni en gras.
- Le texte ne doit pas être écrit en capitales (les noms de famille non plus), ni en gras, ni en italique, ni en « petit »…
- Le gras n'est utilisé que pour surligner le titre de l'article dans l'introduction, une seule fois.
- L'italique est rarement utilisé : mots en langue étrangère, titres d'œuvres, noms de bateaux, etc.
- Les citations ne sont pas en italique mais en corps de texte normal. Elles sont entourées par des guillemets français : « et ».
- Les listes à puces sont à éviter, des paragraphes rédigés étant largement préférés. Les tableaux sont à réserver à la présentation de données structurées (résultats, etc.).
- Les appels de note de bas de page (petits chiffres en exposant, introduits par l'outil «  Source ») sont à placer entre la fin de phrase et le point final[comme ça].
- Les liens internes (vers d'autres articles de Wikipédia) sont à choisir avec parcimonie. Créez des liens vers des articles approfondissant le sujet. Les termes génériques sans rapport avec le sujet sont à éviter, ainsi que les répétitions de liens vers un même terme.
- Les liens externes sont à placer uniquement dans une section « Liens externes », à la fin de l'article. Ces liens sont à choisir avec parcimonie suivant les règles définies. Si un lien sert de source à l'article, son insertion dans le texte est à faire par les notes de bas de page.
- La présentation des références doit suivre les conventions bibliographiques. Il est recommandé d'utiliser les modèles {{Ouvrage}}, {{Chapitre}}, {{Article}}, {{Lien web}} et/ou {{Bibliographie}}. Le mode d'édition visuel peut mettre en forme automatiquement les références.
- Insérer une infobox (cadre d'informations à droite) n'est pas obligatoire pour parachever la mise en page.

Pour une aide détaillée, merci de consulter Aide:Wikification.
Si vous pensez que ces points ont été résolus, vous pouvez retirer ce bandeau et améliorer la mise en forme d'un autre article.
L'île Tariec est une île du Finistère, en Bretagne.
Elle fait partie de la commune de Landéda et est située au large de la presqu'île de Sainte-Marguerite. Elle est composée de plusieurs parcelles appartenant à des particuliers.

## Toponymie
Le nom en breton de l'île est Tarieg /taˈri.ɛk/. La première voyelle peut être prononcée /ä/ ou /e/. C'est également le nom d'un village situé au fond de l'Aber-Benoît au niveau de Plouvien. Aujourd'hui séparée en deux îlots, on distingue parfois Tarieg vraz « grand Tariec » de Tarieg vihan « petit Tariec ». L'association toponymique entre une île et un village proche est assez fréquente dans cette zone. On peut citer Rosservo, associée au Manoir de Roscervo en Lampaul-Ploudalmézeau et Garo au cours d'eau qui coule depuis Milizac jusqu'à l'embouchure de l'aber par Plouguin.
Différentes graphies furent utilisées au cours du temps : Tarieck, d'après une carte sur vélin éditée vers le début du XVIe siècle; Tariec en 1679; Tariek en 1687; Isle de Tarcie et I. Turcie en 1766; Tariec vers 1786. Sur la carte de Cassini, l'île est confondue avec Eguenoc (Guenioc); Terriec sur le cadastre napoléonien en 1842.
Le sens de ce toponyme reste incertain mais plusieurs hypothèses sont envisageables. La première serait une référence à Saint Tariec, auquel on attribue l'ancienne chapelle de l'île aujourd'hui en ruine. Il pourrait également s'agir du nom d'un noble, Laurent Benoît ou Olivier Richard, Sieur de Tariec, chanoine de Nantes, Rennes et de Léon, décédé en 1555 et élevé en rang de saint. Il aurait construit la chapelle du village de Tariec à Plouvien. Une autre hypothèse formulée par des habitants de Plouvien pour le village homonyme consiste en une contraction de 'tal ar rieg « en face, au bord de l'aber, de la ria », mais parmi les nombreux noms de l'Aber-Benoît en breton, Ar Rieg n'en fait pas partie.

## Préhistoire
Au nord de l'île se trouve un cairn d'un diamètre de 12m environ pour 1,20m de haut datant du Néolithique moyen et un menhir de 1m de hauteur sur 40cm de largeur. Le paléo-sol situé entre les deux îlots est également attribué à cette période. L'Age du Bronze Ancien est représenté par une possible tombe en coffre et du mobilier. Des éléments de briquetage gaulois ont également été découverts sur l'île. L'association Tumulus s'occupe de la préservation du site.

## Histoire
Anciennement très cultivée, elle comptait encore vingt-et-une parcelles de pâturage en 1842. Au XIXe siècle, un événement géologique la coupe en deux (ou peut-être l'extraction non contrôlée du sable par les particuliers) entre ce qui a été appelé la Grande et la Petite Tariec (plazou Tréaz). Les goémoniers, propriétaires de l’île, possédaient des fours à goémon. Ils y brûlaient le tali (algue brune) pour en faire de la soude. Quatre fours à goémon sont toujours visibles sur l'île.
Il y a sur l’île les ruines d’une chapelle qui était entourée d’un cimetière abritant de nombreuses sépultures de naufragés. On distingue encore les restes d'une petite construction, ainsi que les ruines d'une construction plus récente sur le bord de l'île. Les pierres de cette chapelle auraient servi à construire la chapelle de Sainte-Marguerite (visible sur les dunes du même nom).